# ショウドウツバメ
ショウドウツバメ（小洞燕、Riparia riparia）は、鳥綱スズメ目ツバメ科に分類される鳥類。

## 分布
- アフリカ大陸
- 北アメリカ大陸
- 南アメリカ大陸
- ユーラシア大陸
- アイルランド
- キューバ
- ジャマイカ
- シンガポール
- スリランカ
- ドミニカ共和国
- 日本
- ハイチ
- マダガスカル
- マレーシア

ツバメと並びツバメ科内では最も広い分布域（渡り）を持つ。
夏季は北アメリカ大陸北部やユーラシア大陸北部で繁殖し、冬季（北半球）はアフリカ大陸や南アメリカ大陸、ユーラシア大陸南部で越冬する。日本には夏季に北海道、本州（東北地方以北）に繁殖のため夏鳥として飛来するが、その他の地域では渡りの途中で飛来する旅鳥である。

## 形態
全長13センチメートル。体重9 - 15グラム。背面の羽衣は暗褐色、腹面の羽衣は白い。尾羽は短い。胸部に暗褐色の横帯が入る。
幼鳥は体上面の羽毛の外縁（羽縁）が淡褐色で鱗状に見える。

## 生態
海岸や川辺の草原、農耕地などに生息する。渡りの際は大規模な群れを形成し、夜間はアシ原などで休む。
食性は動物食で、主に昆虫（ハエやカゲロウ）を食べる。飛翔しながら口を大きく開けて獲物を捕食する。
繁殖形態は卵生。集団で営巣する。河川や湖の岸辺や海岸の砂泥質の崖に雌雄共に5 - 10日をかけて、直径5 - 10センチメートル、長さ20 - 100センチメートルの穴を掘って集団で繁殖する（この小さな巣穴を掘る習性から小洞燕の和名がついた）。過去に使用していた巣穴には崩落や寄生虫がいる可能性があるため、通常は繁殖ごとに新しく穴を掘る。日本では5月に渡来し、5月下旬から7月上旬に4 - 5個の卵を産む。雌雄共に抱卵し、抱卵期間は12 - 16日。雛は孵化してから約19日で巣立つ。生後1年で性成熟する。

## 人間との関係
河川改修等により営巣場所が減少している。そのため工事現場や採掘場等で営巣することがある。

## 画像

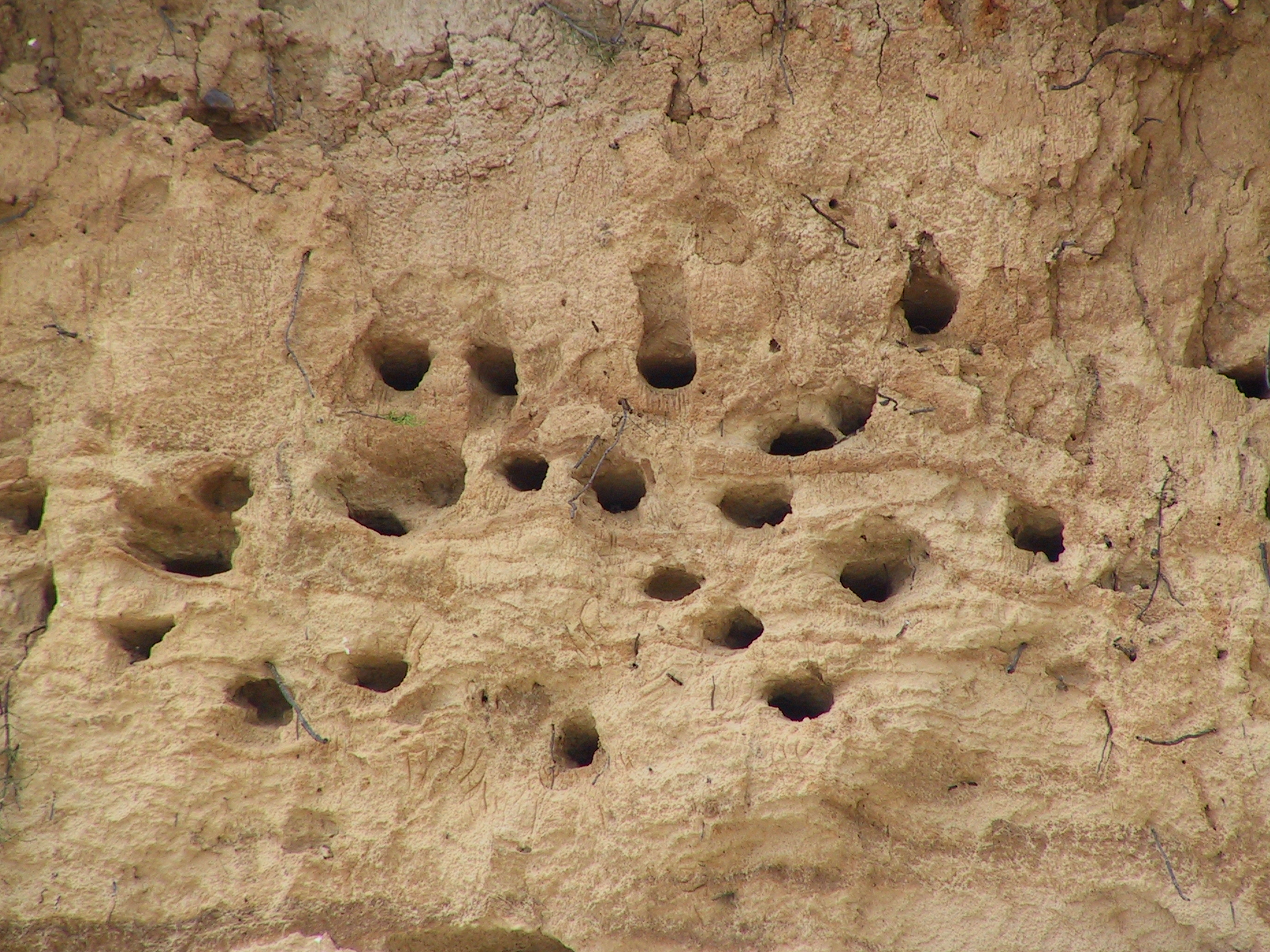
巣